# Резиденция Ататюрка и железнодорожный музей

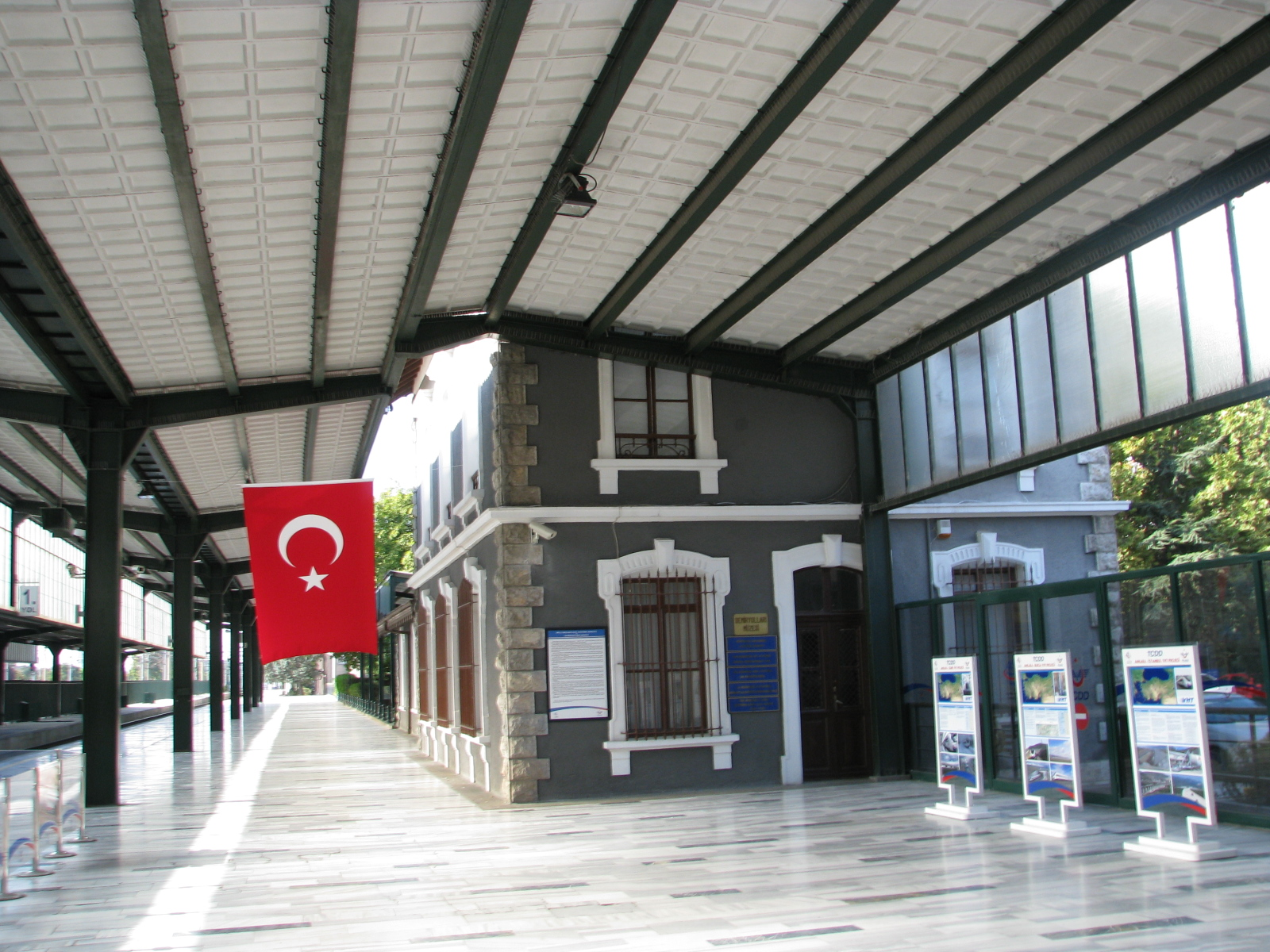
Здание музея внутри Анкарского вокзала

Резиденция Ататюрка и железнодорожный музей (тур. Atatürk Konutu ve Demiryolları Müzesi) — национальный дом-музей и железнодорожный музей в Анкаре, столице Турции. Изначально это строение служило в качестве административного здания Турецких государственных железных дорог. Мустафа Кемаль Ататюрк использовал его в качестве своей резиденции и штаб-квартиры во время Войны за независимость Турции.

## История
Здание было возведено в 1892 году во время строительства железной дороги Берлин—Багдад. Оно предназначалось для администрации железной дороги в качестве комплекса Анкарского вокзала, расположенного в семте Улус (Анкара). 27 декабря 1919 года Мустафа Кемаль Ататюрк впервые отправился в Анкару, чтобы возглавить Турецкое национальное движение против оккупации страны. Он обосновался в здании железнодорожного управления, являвшемся одним из немногих государственных зданий в Анкаре, и использовал его в качестве своей резиденции и штаб-квартиры во время Войны за независимость Турции. В память о его пребывании в здании 24 декабря 1964 года оно было преобразовано в дом-музей и железнодорожный музей. Фикрие-ханым (1887—1924), подруга Ататюрка, некоторое время жила в этом здании.

## Архитектура
Двухэтажное здание украшают угловые камни и деревянные карнизы, а также простые арочные окна.

## Музей
Первый этаж здания отведён для выставки предметов, связанных с железной дорогой и использовавшихся с 1856 года и по сегодняшний день. К ним относятся документы, медали, стрелочные переводы, образцы рельсов и серебряная посуда, использовавшаяся в вагонах-ресторанах и спальных вагонах. Также в экспозиции музея представлены печати, сертификаты, удостоверения личности, билеты, номерные знаки локомотивов, телефонные и телеграфные аппараты, используемые в железнодорожном сообщении.
На втором этаже выставлены некоторые личные вещи Мустафы Кемаля Ататюрка. В 2006 году коллекция музея пополнилась личными вещами и фотографиями Фикрие, подаренными её племянником Хайри Оздинчером.
Рядом со зданием музея находится специальный железнодорожный вагон, изготовленный в Германии и выкрашенный в белый цвет, которым Ататюрк пользовался во время своих поездок по стране в период с 1935 по 1938 год. Кроме того, на нём перевозился гроб Ататюрка из Измита в Анкару 19 и 20 ноября 1938 года.
Музей открыт с 9:00 до 17:00 по местному времени в будние дни, по выходным и в национальные и религиозные праздники он закрыт. Вход бесплатный.